# Huile éthiodée
L'huile éthiodée, aussi connu sous la marque « Lipiodol » ainsi que « huile iodée », est un médicament dérivé d'iode et d'huile d'œillette. Lorsque administré par injection, il s'agit d'un agent de contraste radio-opaque utilisé pour créer un profil des structures lors des examens radiologiques,. Administré par voie orale ou par injection intramusculaire une ou deux fois par an, ce traitement empêche le goitre endémique dans les communautés isolées. L'huile éthiodée a aussi une application dans le traitement de varice de l'estomac (en) où la médication agit comme diluant, sans affecter pas la polymérisation du cyanoacrylate.
Lorsque utilisée pour ses propriétés de contraste, l'huile éthiodée risque de pénétrer une veine et de provoquer une embolie aux cerveau et poumons. Cela a mené au placements d'avertissements encadrés signalant le risque. Son utilisation comme supplément d'iode est recommandée dans les régions où la carence d'iode est fréquente, sinon ce traitement n'est pas conseillé. Il ne doit surtout pas être utilisé pour l'hystérosalpingographie pendant la grossesse.
L'huile éthiodée a été initialement développé 1901 par Marcel Guerbet et Laurent Lafay. Auparavant utilisé pour traiter la carence en iode, le médicament a été identifié en 1921 par Sicard et Forestier comme un produit de contraste radiologique efficace, avant de revenir comme outil pour traiter la carence en iode dans les campagnes d'éradication du goitre des années 1980. Sous le nom « iode », l'huile éthiodée figure sur la liste des médicaments essentiels de l'Organisation mondiale de la santé, sous forme liquide et en capsules,.

## Utilisations médicales

### Imagerie
L'huile éthiodée est utilisé en chimioembolisation comme agent de contraste dans l'imagerie de suivi. Le Lipiodol est également utilisé en lymphangiographie, l'imagerie du système lymphatique.
D'un point de vue d'historique, le Lipiodol était souvent utilisé comme produit de contraste lors de l'hystérosalpingographie (HSG, une procédure visant à déterminer la perméabilité tubaire (en), utilisée dans l'investigation de la sous-fertilité). Son utilisation est devenue moins courante de 1960 à 1980, puisque les moyens de diffusion  hydrosolubles les plus modernes produit des images plus faciles à interpréter. Il existe également un problème de sécurité important avec le Lipiodol dans la mesure où l'intravasation (fuite) du liquide dans le système veineux a entraîné des complications dans le passé.

### Chimioembolisation
Le lipiodol est utilisé dans la chimioembolisation artérielle transcathéter conventionnelle, un genre de traitement des tumeurs du foie. Un médicament anticancéreux est d’abord émulsifié en Lipiodol pour former une suspension à disperser. Avec l'assistance d'un système d’imagerie, un cathéter est transféré dans une artère qui alimente la tumeur, et y injecte la suspension. Le Lipiodol aide à retenir le médicament autour les cellules cancéreuses, qui agit comme matériau embolique injecté pour limiter l’apport sanguin à la tumeur.
La « Radiothérapie interne vectorisée » (RIV) est une procédure similaire où le médicament anticancéreux est radioactif. Une version expérimentale de RIV utilise du Lipiodol marqué à l'iode 131. Le Lipiodol radioactif est attiré par la tumeur, tout comme le Lipiodol ordinaire. Sa radioactivité détruit le tissu tumoral. En 2012, le 131I-Lipiodol a été retiré du marché européen par son fabricant en raison du risque d'embolie, en particulier chez les patients présentant un shunt artério-veineux hépatique. Le 131I-Lipiodol cible moins la tumeur que les microbilles de verre utilisées dans les procédures RIS conventionnelles, nécessitant des doses de rayonnement beaucoup plus élevées pour une tâche équivalente. Ce traitement reste disponible en Inde, où son rapport coût-efficacité par rapport au RIS conventionnel au Y 90 y est apprécié.

### Oblitération de varices gastriques
Lors de l'oblitération de varices gastriques, l'huile éthiodé est utilisé également en tant que diluant qui n'affecte pas la polymérisation du cyanoacrylate.

### Rinçage des trompes de Fallope
Depuis les années 2000, quelques d'études ont proposé que l'injection de Lipiodol dans les trompes de Fallope (un peu comme une hystérosalpingographie sans imagerie) pourrait entraîner une augmentation à court terme de la fécondité chez les patientes souffrant d'Infertilité inexpliquée (en). Cette procédure est appelée rinçage au Lipiodol ou plus largement rinçage tubaire (en). Une revue systématique de 2005 a proposé une augmentation significative de la fertilité, en particulier chez les femmes atteintes d'endométriose, lors de l'utilisation du rinçage Lipiodol. Une revue en 2020 Cochrane propose que le rinçage avec des produits de contraste liposolubles tels que le Lipiodol peut augmenter les chances de naissance vivante et de grossesse clinique.

### Carence en iode
Le Lipiodol est administré une ou deux fois par an aux patients situés chez des communautés isolées exposées au risque de goitre endémique. L'huile peut être prise de façon orale, ou d'injection par voie intermusculaire. Il existe également une capsule orale qui contient cet huile, équivalente à 190 mg d'iode,.
L'huile d'œillette iodée (Lipiodol) administrée par voie orale ou intermusculaire produit une réserve d'iode à long terme dans le corps du récipient—cela permet ainsi, un dosage peu fréquent du médicament. L’huile éthiodée est un moyen peu coûteux de soigner la carence en iode. Il semble y avoir un risque plus faible d’hyperthyroïdie initiale par rapport au sel iodé. Autre que l’huile d'œillette, l'huile de colza (Brassiodol), l'huile d’arachide, l'huile de noix de Grenoble et huile de soja disponibles localement ont également été utilisées pour produire de l’huile iodée à usage oral. Ces huiles iodées ont des profils pharmacologiques différents, mais se sont également avérées efficaces pour l'éradication du goitre, à moindre coût. En fait, les huiles de colza et d’arachide iodées offrent une protection plus durable contre le goitre que le Lipiodol,.

## Chimie
L'huile éthiodée est composée d'iode ayant réagi avec des esters éthyliques, d'acides gras, et d'huile d'œillette, souvent sous la forme de monoiodostéarate d'éthyle et de diiodostéarate d'éthyle. Une méthode de production de l'huile consiste en la transformation de l’iode en acide iodhydrique anhydre à l’aide de réactifs modifiés par silylation, puis à faire réagir l’acide avec des esters éthyliques d’acides gras. Des quantités suffisantes d’acide sont utilisées pour garantir que toutes les doubles liaisons des esters sont iodées. Le produit est ensuite lavé et purifié pour éliminer tout iode élémentaire libre et autres composés organiques, ne laissant que les esters iodés.

## Histoire

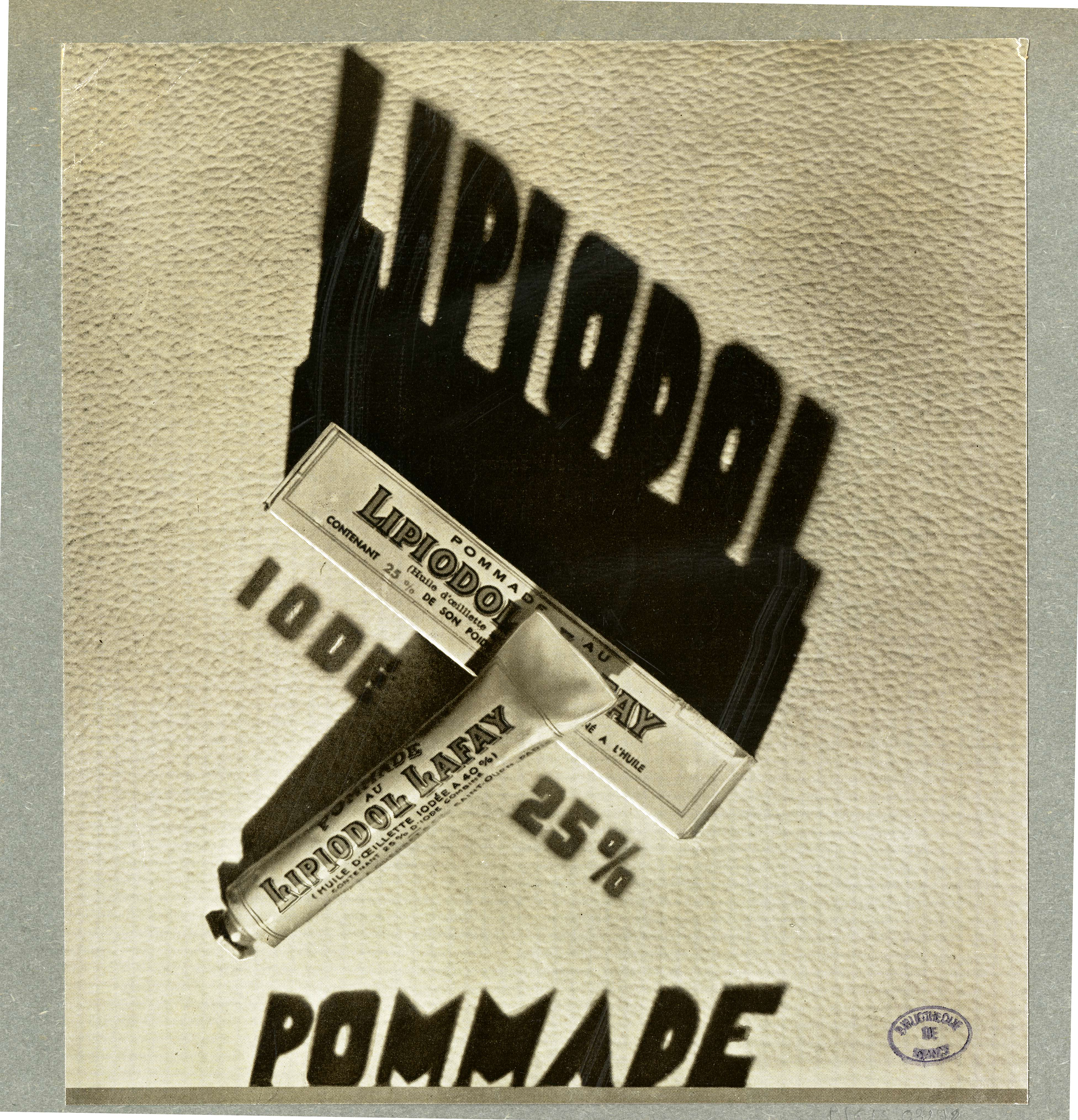
Une publicité pour du Lipiodol pommade au début du XXe siècle.

Le Lipiodol a été synthétisé pour la première fois par Marcel Guerbet et Laurent Lafay à l'École de Pharmacie de Paris en 1901.
D'un point de vue historique, le Lipiodol fut le premier agent de contraste iodé (utilisé pour la myélographie par deux médecins français, Jacques Forestier et Jean Sicard en 1921). La substance a été initialement utilisée en lymphographie en 1960 en tant que remplacement des anciens produits de contraste hydrosolubles, qui diffusaient rapidement en dehors du réseau lymphatique et empêchaient la visualisation au-delà du premier relais ganglionnaire. En 1960, une version transestérifiée, le Lipiodol Ultra Fluide, a été proposée par B. Wallace spécifiquement pour résoudre ce problème. Le professeur japonais Konno a découvert en 1981 que lorsque du Lipidol est injecté dans l'artère hépatique de patients atteints d'hépatocarcinome, la substance s'est sélectivement retenue par la tumeur au cours de plusieurs mois. Konno a donc mélangé du Lipidol avec un nouveau médicament, le SMANCS, pour cibler sélectivement les cellules cancéreuses—ainsi est créé la chimioembolisation.
L'utilisation du Lipiodol contre la carence en iode a été renaît en 1957 par Mac Cullagh, qui utilisé la forme d'injection intramusculaire en Papouasie-Nouvelle-Guinée pour lutter contre le goitre endémique. Cette méthode a reçu un nombre augmentant d'approbation et de perfectionnements de la part de l’Organisation panaméricaine de la santé, de l’UNICEF et de l’OMS—en même temps, l’iodation du sel est devenu de plus en plus courant. Avant la fin de 1989, il a été ajouté à la liste modèle des médicaments essentiels de l’OMS.